# Mario Celso
Mario Celso (Sant'Antonino di Susa, 1º marzo 1917 – Sant'Antonino di Susa, 10 luglio 1994) è stato un inventore italiano.
Mario Celsio è ricordato anche come fondatore, nel 1947, dell'azienda IREM (Industria Raddrizzatori Elettromeccanici)
Nel 1992, ha vinto il Premio Oscar al merito tecnico-scientifico, consegnatogli dall'Academy of Motion Picture Arts and Sciences, per il suo lavoro pionieristico nel progetto, nello sviluppo e nella produzione di apparecchi per l'alimentazione degli archi a carbone, delle lampade allo xeno e per gli accenditori usati nella produzione cinematografica.

## Biografia
Mario Celso nasce a Sant'Antonino di Susa il 1º marzo 1917 da Francesco Celso e Delfina Usseglio Mattiet. Presto si trova costretto ad abbandonare la scuola, cominciando come fresatore per poi passare alla Industriale Radio, prima stazione radiofonica di Torino, all'Italradio e infine alla FERT, studio cinematografico, dove lavora come aiuto recordista, occupandosi dell'impianto di registrazione della colonna sonora delle varie produzioni cinematografiche. Alla morte del padre, nel 1937, lascia la FERT per affiancare la madre nel lavoro di commerciante ambulante di stoffe; due anni dopo arriva un nuovo cambio di lavoro, con l'apertura di un'officina di elettrauto. Nel 1940 parte per la guerra, che lo porta a Bari, Durazzo, Tirana e Atene. Infine arriva l'internamento, prima in Germania e in seguito in Cecoslovacchia, dove si occupa della riparazione delle radiotrasmittenti sequestrate dai tedeschi.
Riesce a rientrare in Italia e a raggiungere la casa materna per stare il più possibile accanto alla madre malata. Lavora poi per la Microtecnica di Torino, e grazie a questo impiego ha la possibilità di muoversi abbastanza liberamente e di viaggiare anche durante gli ultimi anni della guerra. Proprio durante un viaggio incontra la futura moglie, Bruna Bandera, che sposa nel 1944 e con la quale ha un figlio, Francesco (1945-2016), e una figlia, Giuseppina (1949).
Dopo la nascita di Francesco, Celso apre una seconda officina di elettrauto, ma la Microtecnica è destinata a fare ancora parte della sua vita: è proprio per questa azienda, infatti, che Celso si dedica alla costruzione del suo primo raddrizzatore per la proiezione cinematografica . Nel 1946 l'apparecchiatura viene sperimentata per la prima volta nel cinema del paese di Celso; pochi minuti dopo l'inizio della pellicola, però, i contatti si surriscaldano e la proiezione viene sospesa. Una seconda prova, questa volta riuscita, viene fatta nella sala di proiezione del cinema Porta Nuova, alla presenza di numerosi tecnici e ingegneri della Microtecnica, e questa volta senza intoppi. Il brevetto ottenuto nel 1947 gli permette di fondare così la IREM, Industria Raddrizzatori Elettromeccanici, che vende i primi raddrizzatori alla Microtecnica e poco dopo alle Officine Prevost, costruttore di proiettori cinematografici.
I decenni 1940 e 1950 vedono un notevole incremento nella produzione cinematografica: Celso deve stare al passo con le richieste del mercato e, anzi, essere in grado di anticiparle. È proprio nel 1950 che brevetta un interruttore automatico di protezione per evitare che la pellicola, allora di celluloide, si bruci in caso di surriscaldamento. E, quando l'azienda tedesca Osram introduce sul mercato le lampade allo xeno, la IREM risponde con il primo raddrizzatore per lampade allo xeno per la Cinemeccanica.
Nel 1966 Celso sviluppa il primo accenditore per lampade allo xeno, da usarsi con un alimentatore per le applicazioni scientifiche: questa invenzione porta la IREM ai vertici mondiali della progettazione, costruzione e distribuzione di sistemi di alimentazione usati nelle proiezioni cinematografiche e di illuminazione. L'anno successivo Celso diventa membro della Society of Motion Picture and Television Engineers.
Mario Celso muore il 10 luglio 1994 all'età di 77 anni.

## Il brevetto
Il progetto definitivo per il raddrizzatore elettromeccanico sincrono viene presentato nell'agosto del 1946 e brevettato nell'aprile del 1947.
Il prodotto brevettato è un raddrizzatore elettromeccanico la cui originalità consiste nell'impiego di un motore elettrico sincrono di bassa potenza il cui albero attiva, al momento opportuno, i contatti mobili montati su un gruppo di commutatori. Questo permette di interrompere la corrente alternata nei punti di passaggio per lo zero, convogliando così tutte le alternanze in un'unica direzione. Questo sistema per la proiezione cinematografica con archi a carbone elimina gli inconvenienti dei raddrizzatori a collettore rotante o a lamina vibrante, migliorando la stabilità luminosa dell'immagine proiettata.

## Memoria
- Nel 2005 il Comune di Sant'Antonino di Susa ha dedicato una via cittadina a Mario Celso.
- Nel 2005 l'Enel ha intitolato a lui la centrale idroelettrica di Bardonecchia, in Alta Valle Susa [4].
- Nel 2011 a Sant'Antonino è stata dedicata la scuola di musica a Mario Celso.
- Il 14 ottobre 2015 il Museo Nazionale del Cinema di Torino, in collaborazione con la famiglia Celso e la ditta Irem (Industria Raddrizzatori Elettromeccanici), ha inaugurato una vetrina presso il museo, dedicata a Mario Celso con alcuni suoi storici prodotti ed il premio Oscar.[5] [6]
- il 2 marzo 2017 un concerto di musica classica a Sant'Antonino di Susa, ha ricordato i 100 anni della nascita di Mario Celso.

## Premio Oscar al merito tecnico-scientifico
Il 13 dicembre del 1991, Celso riceve un fax da parte di Karl Malden, presidente dell'Academy of Motion Picture Arts and Sciences, che gli comunica l'assegnazione dell'Oscar al merito tecnico-scientifico. Il premio gli viene consegnato il 7 marzo 1992 a Hollywood da Tom Hanks.
Come omaggio al successo di Celso, il Museo del Cinema di Torino e la IREM organizzano nel maggio del 1992 una serata in suo onore presso il Cinema Massimo. Tra gli ospiti anche Mario Soldati, amico di Celso. È proprio quella sera che Celso regala al Museo del Cinema il primo raddrizzatore elettromeccanico per proiettori.